# Gert Petersen

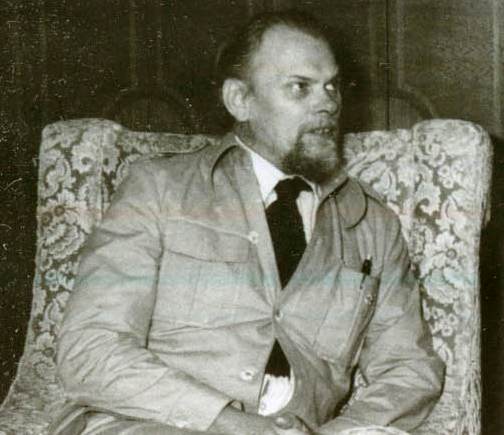
Gert Petersen

Gert Petersen (* 19. August 1927 in Nykøbing Falster; † 1. Januar 2009 in Herlev) war ein dänischer Journalist und Politiker. Er war von 1974 bis 1991 Vorsitzender der Socialistisk Folkeparti.

## Werdegang
Gert Petersen wurde als Sohn einer Fabrikarbeiterin auf der Insel Falster geboren. Er wuchs bei seinen Großeltern auf und zeigte schon früh politisches Interesse. Im Alter von 13 Jahren schloss er sich 1940 der Dänischen Nationalsozialistischen Arbeiterpartei an. Dieser Umstand wurde erst 1977 von dem Journalisten und Holocaust-Leugner Erik Haaest publik gemacht. Petersen gab zunächst an, als „Maulwurf“ eingetreten zu sein, räumte aber später ein, dass er als Jugendlicher vom Führerprinzip überzeugt gewesen war. Anschließend war er während der deutschen Besatzung im Widerstand tätig, wurde von den Nationalsozialisten verhaftet und im Lager Frøslev interniert. Nach dem Zweiten Weltkrieg trat er in die Danmarks Kommunistiske Parti ein. Nach 1945 studierte an der Universität Kopenhagen Geschichte und wurde Journalist.
Von 1953 bis 1956 arbeitete er in der Redaktion der Zeitschrift „Dialog“. Nach dem Ungarischen Volksaufstand und Enthüllungen über Josef Stalin distanzierte er sich vom Kommunismus und schloss sich der 1959 gegründeten Socialistisk Folkeparti (SF) an. Seit 1960 war er fester Mitarbeiter und ab 1962 Redakteur der Parteizeitung „Her og Nu“.

## Parteivorsitz
1974 wurde er Vorsitzender der SF, die im Vorjahr stark an Wählervertrauen eingebüßt hatte und um ihren Einfluss fürchtete. 1979 gewann die Partei bei der Folketingswahl nach einer langen Durststrecke wieder 11 Sitze, zwei Jahre später 21. In den 1980er Jahren lenkte er den Kurs der Partei auf umweltpolitische Themen und förderte Verbindungen mit der Anti-Atomkraft-Bewegung. 1987 erreichte die Partei ihren bisher größten Erfolg mit 14,6 % und 27 Mandaten. Damit wuchs der parlamentarische Einfluss der SF, die sich aber weiterhin einer Mitte-rechts-Regierung unter Poul Schlüter gegenübersah.
Nach massiven Stimmenverlusten in der Wahl 1990 (von 13,0 % auf 8,3 %) zog sich Petersen ein Jahr später vom Parteivorsitz zurück. Abgeordneter blieb er noch bis 1998.